# Território Federal de Ponta Porã
21° 53′ 50,64″ S, 55° 59′ 52,64″ O
O Território de Ponta Porã foi um território federal constituído por sete municípios desmembrados do sul de Mato Grosso, que abarcava à época a região do atual Mato Grosso do Sul, sendo eles: Bela Vista, Dourados, Maracaju, Miranda, Nioaque, Ponta Porã (capital) e Porto Murtinho. Esses municípios eram áreas de fronteiras e algumas delas compreendiam o extremo das possessões político-administrativas do Brasil. Esta unidade administrativa foi instalada no ano de 1944 com um formato paralelogramo entre os rios Paraná e Paraguai, rios de importante circulação fluvial na região sul de Mato Grosso. O Território Federal de Ponta Porã, ao longo de sua existência, foi administrado por três governadores: Coronel Ramiro Noronha, Major José Guiomard dos Santos e José Alves de Albuquerque. Segundo Centeno (2007).
O Coronel Ramiro Noronha foi o primeiro Governador do Território Federal de Ponta Porã, tendo sido nomeado em Janeiro de 1944. Com a deposição de Vargas, Noronha exonerou-se em novembro de 1945 e o cargo foi assumido interinamente por Leônidas Horta, diretor da [Divisão de] Educação e Cultura. Ainda no mês de novembro o Major José Guiomar dos Santos, foi nomeado para substituir. Mas exerceu o cargo por dois meses apenas, em razão de sua nomeação para assumir o governo do Território do Acre. Para substituí-lo foi nomeado o Dr. José Alves de Albuquerque, médico da Comissão de Limites, que exerceu o cargo por 9 meses, em razão da extinção do Território, em setembro de 1946.
O primeiro governador do Território de Ponta Porã, Coronel Ramiro Noronha, de fato, iniciou sua administração entre os meses de outubro e novembro de 1944, ou seja, pelo menos nove meses depois de sua nomeação. O segundo governador, o major José Guiomard dos Santos, conforme já apontado por Centeno (2007), foi nomeado no final do Estado Novo. De acordo jornal da época apresentado por Rocha (2019, p. 87):
O Presidente da República assinou, ontem, um Decreto concedendo exoneração ao Coronel Ramiro Noronha do cargo de Governador do Território Federal de Ponta Porã e nomeado para substituí-lo, o Major José Guiomar dos Santos (GAZETA DE NOTÍCIAS, 1945, p. 03). Porém, em fevereiro de 1946, o mencionado militar foi nomeado governador do Território Federal do Acre pelo presidente da República, Eurico Gaspar Dutra (1946-1951), em substituição a Luís Alberto Gomes Coelho, complementando o que já foi evidenciado por Centeno (2007). Este foi substituído pelo Dr. José Alves de Albuquerque que ficou no cargo de governador do Território Federal de Ponta Porã até a sua extinção pela Constituição de 1946.
Entre os territórios criados pelo Decreto-Lei nº 5.812, na administração de Getúlio Vargas, o “[...] Território Federal de Ponta Porã [...] é o de maior número de municípios e, economicamente, o mais importante, podendo servir de base de uma comunidade brasileiro-paraguaia, que teria a Estrada de Ferro Noroeste como sua espinha dorsal.” (MEDEIROS, 1946, p. 163; ROCHA, 2019, p. 91).
A capital do Território Federal de Ponta Porã, oscilou entre as cidades de Maracaju e Ponta Porã. Nos primeiros “oito meses”, segundo Santos (2016), a capital era em Ponta Porã, mas não se havia ainda instalado o mencionado território. De modo geral, o território ficou sediado durante sua existência nos primeiros oito meses (setembro de 1943 a maio de 1944) e nos últimos seis meses (junho de 1946 a dezembro de 1946), totalizando 14 meses, na cidade de Ponta Porã; e 25 meses ficou sediado na cidade de Maracaju, pelo menos no que diz respeito a legislação (ROCHA, 2019).
Sobre a mudança da capital para Maracaju, expõe-se as críticas de Medeiros (1946, p. 168), ou seja:
Sérias críticas também podem ser feitas à localização geográfica de sua capital. Por que a recuaram de Ponta Porã, quando o Govêrno Paraguaio, seguindo a mesma linha do Govêrno do Brasil, instituiu o Território de Amambaí, tendo a cidade fronteiriça de Juan Caballero por capital? Por que não a situaram em Campo Grande? Por que não a situaram em Nioaque, cidade de tradições e que ainda mostra, nas suas estradas, o rastro dos heróis da retirada da Laguna que aí descansaram? Por que, finalmente, a situaram em Maracaju, cidade artificial e que perderá sua expressão quando a Estrada se prolongar pelos sertões paraguaios?
A capital conforme legislação foi transferida para Maracaju – segundo Medeiros (1946) um município artificial – porque inaugurava-se a estação ferroviária na localidade, em abril de 1944, favorecendo e agilizando a comunicação, o transporte de pessoas e de mercadorias, especialmente entre Maracaju e Campo Grande e, respectivamente, para a capital do Brasil e outros grandes centros urbanos e consumidores. No caso de Ponta Porã, a ferrovia chegou mais tarde, por volta de 1950. Santos (2018) também trata sobre a transferência da capital de Ponta Porã para Maracaju. Ela argumenta que a mudança surpreendeu os habitantes pontaporanenses, bem como os legisladores a opinião do governador do Território de Ponta Porã.

Finalmente é proposta a mudança da capital do Território de Ponta Porã para Maracaju, atendendo a que esta última, pela sua situação geográfica, está destinada a ser o centro das vias de comunicação do Território, facilitando assim sobre modo, a ação da respectiva administração central. O senhor Governador do Território manifestou-se contrário a essa mudança no momento presente, embora considerando que teria sido preferível que a capital do mesmo tivesse sido inicialmente fixada em Maracajú. À Secretaria Geral do Conselho de Segurança Nacional e êste Ministério, porém, pareceu que, não obstante os argumentos expendidos pelo Senhor Governador do Território, era conveniente que a aludida modificação se fizesse desde logo, sobretudo pela circunstância de se encontrar a cidade de Ponta Porã situada na própria linha de fronteira com o Paraguai e sem qualquer acidente físico que a separe da cidade vizinha de Caballero (Informação dirigida a Vargas, assinada por Alexandre Marcondes Filho, em 22 maio 1944, p. 4. In: ARQUIVO NACIONAL – FUNDO GABINETE CIVIL DA PRESIDÊNCIA apud SANTOS, 2018, p. 58-59).Santos (2018) também conclui que a ferrovia foi um argumento forte para justificar a mudança da capital do Território de Ponta Porã, mas ela esclarece que a transferência não se materializou, pois já se havia instalado o território. No entanto, a sede administrativa volta a ser Ponta Porã, por força do Decreto-lei n° 9.380, de 18 de junho de 1946.